# Näringsförbud
Näringsförbud är en åtgärd som tas till av en domstol när en person anses olämplig att driva företag.
För att dömas till näringsförbud krävs det att man gjort sig skyldig till ett relativt grovt brott i samband med en konkurs eller ekobrottsutredning. Brotten kan vara exempelvis bokföringsbrott, skattebrott eller bedrägeri.

En person som har näringsförbud får inte driva företag, vara bolagsman i handelsbolag, ledamot i en aktiebolagsstyrelse eller teckna firma i ett bolag. Hen får inte heller arbeta i någon närståendes verksamhet.
Näringsförbud kan utdömas i max 10 år. Man kan betala böter.
NJA 1992 s. 93 framför HD hur ett avtal i samband med ett näringsförbud kommer inte att ha någon rättsverkan. HD framförde dock ”Huruvida ett avtal som innebär en överträdelse av ett näringsförbud är ogiltigt och hur en eventuell ogiltighetspåföljd i sådant fall skall närmare utformas, har inte klarlagts, vare sig i lag, lagförarbeten eller rättspraxis”.